# Chalu Maureen
Chalu Maureen est une émission pour la jeunesse présentée par Maureen Dor, Charly et Lulu, et chapeautée par Dominique Cantien. Elle est diffusée chaque mercredi après-midi, du 7 septembre 1994 au 28 juin 1995 sur France 2.

## Histoire
Lors de l'arrivée de l'émission à la rentrée 1994, cette dernière réussit à menacer l'audience du Club Dorothée sur TF1, jusqu'alors sans concurrence sérieuse[réf. souhaitée]. L'émission ne réussira toutefois jamais à la dépasser. Après le départ de Charly et Lulu, en juin 1995, Chalu Maureen est rebaptisée Couleur Maureen. Avant que Maureen Dor elle-même interrompe ses émissions à la fin août 1996 pour se consacrer à d'autres projets.

## Séries diffusées

### Séries d'animation
- Family Dog
- La Famille Addams
- Laurel & Hardy
- Les Mystérieuses Cités d'Or
- Manu
- Retour vers le Futur
- Robin des Bois Junior

### Séries télévisées
- À mi-galaxie, tournez à gauche
- Océane
- Petite Merveille
- Quoi de neuf docteur ?
- Hartley, cœurs à vif